# Hannah Marcus
Hannah Marcus (* um 1970 in New York City) ist eine US-amerikanische Sängerin, Songwriterin und Musikerin.

## Biographie
Hannah Marcus wuchs in Spanish Harlem auf, ihr Vater sowie ihr Großvater Ernst Levy waren klassische Musiker, ihre Mutter Kunstmalerin. Nach Abschluss des College reiste Hannah Marcus um 1990 nach Kalifornien. Ab 1993 trat sie dort als Sängerin und Songwriterin hervor, zunächst auf der San Francisco-Compilation Hit me with a flower mit ihrem Lied Demerol. Im dunklen Pathos ihrer frühen Songs hörte die Kritik American Gothic overtones heraus, die Bekenntnislyrik ihrer Texte erinnerte manche an Nick Drake oder Laura Nyro. Die deutsche Spex glaubte im hymnenartigen Demerol einer „Carly Simon auf LSD“ zu lauschen. Bei ihren Soloplatten Demerol (1996) und River of Darkness (1996) arbeitete Marcus mit Mark Kozelek, dem Sänger der Indie-Rockband Red House Painters zusammen. 
1996/97 erschienen Mitschnitte der Return to Sender-Europatour von Chris Cacavas, Louis Tillett und Hannah Marcus.
„Üppig-melancholische Soundlandschaften“ hörten einige Kritiker auf Marcus' Album Faith Burns von 1998. Unter anderem assistierte hier ein Bassist der Swans musikalisch. Ein Rezensent fühlte sich an Tim Buckleys Verschmelzung von Folk und Jazz, an Nicos eisige Selbstreflexionen sowie an Patti Smiths delirante Bewusstseinsstrom-Texte erinnert.
Hannah Marcus Album Black Hole Heaven aus dem Jahr 2000 schien manchen zu sehr in depressiven Seelenlandschaften zu schwelgen, andere Hörer wollten Zeugen „der Liebkosungen von Schatten in den Winkeln eines vergessenen Amerika“ geworden sein. 
2002 steuerte die Songwriterin Musik zum Film Refrigerator Mothers bei. Das Werk behandelt das Thema Autismus; Hannah Marcus hat selbst eine autistische Schwester.
Nach einem längeren Aufenthalt in Los Angeles und einer zerbrochenen Ehe war Hannah Marcus inzwischen erneut nach San Francisco gezogen, von wo sie schließlich – nach 15 Jahren Westküsten-Aufenthalt – wieder in ihre alte Heimat New York zurückkehrte. 
Ihre Platte Desert Farmers von 2003/04 produzierte Marcus mit Hilfe von Musikern der kanadischen Post-Rock-Band Godspeed You! Black Emperor; ihr gelang darauf „eine unheimliche Balance zwischen metaphysischer Spekulation und manischer Selbstbespiegelung“. Wieder fühlte die Musikkritik sich an die frühe Patti Smith erinnert. Neben ihren eigenen Texten singt Hannah Marcus inzwischen auch Lyrics des Schriftstellers Rick Moody (Der Eissturm und weitere Romane), mit dem sie ebenfalls, unterstützt von David Gubbs (Red Crayola), in der Formation Wingdale Community Singers zusammenarbeitet.

## Diskographie
- Desert Farmers (2003)
- Black Hole Heaven (2000)
- Faith Burns (1998)
- River of Darkness (1996)
- Demerol (1996)
- Weed & Lillies (1993)